# Лебедев, Святослав Валерьевич
Святослав Валерьевич Лебедев (род. 20 марта 1974 года) — российский учёный в области зоотехнии, член-корреспондент РАН (2022).

## Биография
Родился 20 марта 1974 года в Оренбурге.
В 1996 году окончил факультет ветеринарной медицины Оренбургского государственного аграрного университета.
С 1996 по 1999 годы ветеринарный врач в ЗАО «Мужичья Павловка» Оренбургского района Оренбургской области
1999 по 2003 годы главный ветеринарный врач Некоммерческого партнерства Всероссийского НИИ мясного скотоводства «Мясоплемскот».
В 2002 году окончил заочную аспирантуру при Всероссийском НИИ мясного скотоводства и защитил кандидатскую диссертацию, тема: «Репродуктивные качества телок калмыцкой породы при различной интенсивности выращивания».
В 2009 году защитил докторскую диссертацию, тема: «Элементный статус, обмен энергии и продуктивность кур в условиях различной нутриентной обеспеченности».
С 2003 по 2019 годы руководил лабораторией сельскохозяйственной биоэлементологии Института биоэлементологии Оренбургского государственного университета, с 2011 года профессор факультета прикладной биотехнологии и инженерии, читал курсы лекций по дисциплинам: «Физиология», «Гистология и эмбриология», «Методология проведения научных исследований».
до 2020 года заместитель директора Федерального научного центра биологических систем и агротехнологий Российской академии наук
с 13 ноября 2021 года директор ФНЦ БСТ РАН.
В 2022 году избран членом-корреспондентом РАН от Отделения сельскохозяйственных наук.

## Научная деятельность
Специалист в области зоотехнии.
Автор 500 научных работ по данным https://elibrary.ru (SPIN-код: 9750-9900, ID 223254, h-индекс −22), в том числе 70 статей в базах Web of Scienсe (R-1683-2016, h-индекс-9), 76 Scopus (56982531600, h-индекс — 15), 10 монографий, 9 учебных пособий и 47 патентов на изобретение РФ.
Лебедевым С. В. за годы работы создана научная школа и научное направление «Разработка новых подходов к оценке потребности организма животного в питательных веществах и энергии на отдельных этапах постэмбрионального развития» подготовлено 12 кандидатов наук и 1 доктор наук. В настоящее время ведется научная работа по подготовке 6 кандидатов и одного доктора наук. Уровень фундаментальных работ выполняемых научной школой Лебедева С. В. подтверждается финансированием 2 грантов Президента РФ, 3 РНФ, 2 РФФИ, Президиума РАН.
Основные научные результаты Лебедева С. В.:
1. Разработана новая технология профилактики, выявления и коррекции элементозов, обеспечивающая повышение воспроизводительной способности и продуктивности крупного рогатого скота молочного и мясного направления продуктивности.
2. Технология оптимизации минерального питания животных путем формирования устойчивого депо микроэлементов в организме, установлены нормы питания птицы по молибдену, хрому и никелю, предложена математическая модель оценки формирования элементного состава биосубстратов животных.
3. Разработана «Концепции устойчивого развития мясного скотоводства России на период до 2030 года», предполагающая интеграцию отечественного мясного скотоводства в мировые мясные рынки, увеличению рабочих мест.
4. Разработан унифицированный способ отбора биосубстратов для изучения элементного статуса по 40 химическим элементам. Установлены референтные значения, микроэлементы-катализаторы обменных процессов в качестве диагностического маркера физиологического состояния организма, позволяющие прогнозировать дефицит или профицит микроэлементов в рационе животных.
5. Разработана математическая модель, прогнозирующая оценку изменения массы в зависимости от обеспеченности рациона микронутриентами в рационе. Разработан способ прогнозирования продуктивных качеств цыплят-бройлеров по коэффициенту токсической нагрузки.
6. В рамках работ по разработке новых препаратов-микроэлементов предложены новые критерии безопасности введения металлов в организм, предложены и апробированы препараты на основе комплекса микроэлементов и биологически активных веществ.
7. Разработан и апробирован метод повышения конверсии корма за счет использования микроэлементов-катализаторов обменных процессов. Разработан метод неинвазивного прогнозирования продуктивности кур-несушек и цыплят бройлеров.
8. Разработана технология производства новых кормовых добавок на основе полисахаридов инкрустированных микрочастицами металлов-микроэлементов, содержащие вещества «посредники», обеспечивающие создание условий для адгезии и развития симбиотной микрофлоры.
9. Установлены механизмы адаптации пищеварительных ферментов у полигастричных животных к различному ингредиентному составу кормов. Разработан метод оценки обмена веществ через определения активности пищеварительных ферментов у поли — и моногастричных животных.
10. Разработан способ генетического прогнозирования качественных показателей говядины, по выделенному из крови животных ДНК, при отборе животных в раннем возрасте на откорм.

## Награды
- Почётная грамота Министерства науки и высшего образования Российской Федерации, 2019 г.
- Почётная грамота Министерства сельского хозяйства, пищевой и перерабатывающей промышленности Оренбургской области, 2019 г.
- Почётная грамота Комитета Государственной Думы по аграрным вопросам, 2021 г.
- 2019 — Почетная грамота Министерства науки и образования РФ[3])
- 2021 — Почетная грамота Комитета Государственной думы по аграрным вопросам
- 2021 — Благодарность Министра образования Оренбургской области
- 2023 — Лауреат Премии Правительства РФ[4].
- 2024 — Благодарность Законодательного собрания Оренбургской области
- 2024 — Почетный работник науки и высоких технологий Российской Федерации[5].